# Estados Unidos en la Copa Mundial de Fútbol de 1994
La Selección de Estados Unidos fue uno de los 24 participantes en el Mundial de Fútbol de 1994 que se realizó en su propio país. 
En 1988 tras ser elegido Estados Unidos como sede para la XV edición de la Copa Mundial de Futbol de 1994 iban a demostrar que los norteamericanos podrían recuperar futbolísticamente al país que lo vivió en los años 70s con la liga North American Soccer League que desapareció en 1984 y en 1989 cuando se clasificaron después de 40 años al mundial de futbol tras la victoria sobre Trinidad y Tobago por 1 a 0 querían dar un buen papel en Italia 90 pero ambos perdieron los 3 partidos contra Checoslovaquia por 5 a 1, a Italia por 1 a 0 y Austria por 2 a 1 tuvieron que renovar el equipo para el mundial siguiente.
En 1991 Alan Rothenberg presidente de la  Federación de Fútbol de los Estados Unidos Y miembro del comité organizador del mundial 1994 nombra como nuevo entrenador al yugoslavo Bora Milutinović para dirigir a los Estados Unidos, el yugoslavo dirigiría su tercera selección y también de Concacaf después de México que lo llevó a los cuartos de final del mundial de 1986 y a Costa Rica en su debut mundialista el año anterior que lo llevó hasta los octavos de final, en ese mismo año el equipo se corona campeón de la primera edición de la Copa de Oro de la Concacaf en el Grupo B derrotan a Trinidad y Tobago por 2 a 1, a Guatemala por 3 a 0 y a Costa Rica por 3 a 2, en semifinales derrotan a México por 2 a 0 y en la final a Honduras por la tanda de penales por 4 a 3 tras empatar sin goles.
En 1992 la Federación de Fútbol de los Estados Unidos crea un torneo cuadrangular llamado Copa USA invitando a 4 seleccionados para entrenarse y de lo que sería el mundial en Estados Unidos, los anfitriones se coronaron campeones de esta edición con 2 victorias contra Irlanda, Portugal y un empate contra Italia y más tarde jugarían la Copa Rey Fahd en Arabia Saudita que reuniría a varios campeones continentales de lo que más tarde sería la Copa FIFA Confederaciones perdieron contra los locales Arabia Saudita pero golean por 5 a 1 a Costa de Marfil por el tercer lugar.
En 1993 Estados Unidos serían invitados a otros torneos cortos e importantes como la Copa Kirin en Japón y los norteamericanos empataron contra Hungría y perdieron contra Japón luego organizarían la segunda versión de la Copa USA, invitando a selecciones campeonas del mundo como: Alemania, Brasil, e Inglaterra, esta última tuvo una destacada victoria por 2 a 0, un mes más tarde junto con México serían los 2 invitados de Concacaf para la Copa América que se jugaría en Ecuador, los norteamericanos le tocó jugar el grupo A contra Uruguay, el local Ecuador y Venezuela perdieron los 2 primeros partidos y empataron a 3 contra Venezuela terminando Duodécimo con 1 solo punto, y un mes más tarde pierden la defensa del título en la Copa de Oro de la Concacaf en la final contra México.
Ya en 1994 se jugaron 14 amistosos más antes del mundial incluyendo la Copa Carlsberg en Hong Kong y la Copa Joe Robbie en Miami.
El equipo estadounidense quedó en el Grupo A con Colombia, Rumanía y Suiza. Accedió a la siguiente fase tras finalizar tercero en su grupo, y en los octavos de final, cayó frente al combinado de Brasil por 1-0 y sentenciando la eliminación de los locales en el mundial.

## Jugadores
La mayoría de los futbolistas convocados para el mundial eran nacidos en otros países o tenían ascendencia como: Tony Meola (Italia), Alexi Lalas y Frank Klopas (Grecia), Marcelo Balboa y Claudio Reyna (Argentina), Eric Wynalda (Polonia), Tab Ramos y Fernando Clavijo (Uruguay), Hugo Pérez (El Salvador) Roy Wegerle (Sudáfrica), Thomas Dooley y Jürgen Sommer (Alemania) y Earnie Stewart (Holanda).
| #  | Nombre            | Nac | Posición       | Club              |
| -- | ----------------- | --- | -------------- | ----------------- |
| 1  | Tony Meola        |     | Portero        | US Soccer         |
| 2  | Mike Lapper       |     | Defensa        | Los Angeles Heat  |
| 3  | Mike Burns        |     | Defensa        | US Soccer         |
| 4  | Cle Kooiman       |     | Defensa        | Cruz Azul         |
| 5  | Thomas Dooley     |     | Defensa        | US Soccer         |
| 6  | John Harkes       |     | Mediocampista  | Derby County      |
| 7  | Hugo Pérez        |     | Mediocampista  | Los Angeles Salsa |
| 8  | Earnie Stewart    |     | Delantero      | Willem II         |
| 9  | Tab Ramos         |     | Centrocampista | Real Betis        |
| 10 | Roy Wegerle       |     | Delantero      | Coventry City     |
| 11 | Eric Wynalda      |     | Delantero      | Saarbrücken       |
| 12 | Juergen Sommer    |     | Portero        | Luton Town        |
| 13 | Cobi Jones        |     | Mediocampista  | US Soccer         |
| 14 | Frank Klopas      |     | Delantero      | AEK Athens FC     |
| 15 | Joe-Max Moore     |     | Delantero      | US Soccer         |
| 16 | Mike Sorber       |     | Mediocampista  | US Soccer         |
| 17 | Marcelo Balboa    |     | Defensa        | US Soccer         |
| 18 | Brad Friedel      |     | Portero        | US Soccer         |
| 19 | Claudio Reyna     |     | Mediocampista  | US Soccer         |
| 20 | Paul Caligiuri    |     | Defensa        | US Soccer         |
| 21 | Fernando Clavijo† |     | Defensa        | US Soccer         |
| 22 | Alexi Lalas       |     | Defensa        | US Soccer         |
| DT | Bora Milutinović  |     |                |                   |

- De los 22 jugadores del plantel solo hay 1 fallecido.

-Fernando Clavijo
Quedaron fuera de la convocatoria los que estuvieron en el mundial anterior, copas de oro y otros amistosos en el proceso de Bora Milutinović como: Bruce Murray, Desmond Armstrong que ahora sería comentarista deportivo de la ABC que cubriría el mismo mundial junto con Peter Vermes que haría lo mismo en ESPN, John Doyle y Chris Henderson por bajo rendimiento incluyendo a Kasey Keller también fueron dados de baja: Dominic Kinnear, Brian Quinn, Ted Eck, Brian Bliss, entre otros. 
Los jugadores que jugaban en la temporada 1993/1994 en los siguientes clubes:                                                                   *(N°1)Tony Meola Portero 21/02/1969 Buffalo Blizzard (Estados Unidos de América).                                                                                                                                  *(N°2)Mike Lapper Defensa 28/08/1970 Wolfsburg (Alemania)                                                                                                 *(N°3)Mike Burns Defensa 14/09/1970 Viborg (Dinamarca)                                                                                                 *(N°5)Thomas Dooley Defensa 12/05/1961 Bayer Leverkusen (Alemania)                                                                                         *(N°13)Cobi Jones Mediocampista 16/06/1970 1.FC Koln (Alemania)                                                                                            *(N°14)Frank Klopas Delantero 01/09/1966 AEK Atenas (Grecia)                                                                                           *(N°15)Joe-Max Moore Delantero 23/02/1971 1.F.C. Saarbruken (Alemania)                                                                                   *(N°16)Mike Sorber Mediocampista 14/05/1971 St. Louis Billikens (Estados Unidos de América)                                                                    *(N°17)Marcelo Balboa Defensa 08/08/1967 Colorado Foxes (Estados Unidos de América)                                                                   *(N°18)Brad Friedel Portero 18/05/1971 UCLA Bruins (Estados Unidos de América)                                                                      *(N°19)Claudio Reyna Mediocampista 20/07/1973 Virginia Cavaliers (Estados Unidos de América)                                                     *(N°20)Paul Caliguri Defensa 09/03/1964 SC Freiburg (Alemania)                                                                                      *(N°21)Fernando Clavijo Defensa 23/01/1957 St. Louis Storm (Estados Unidos de América)                                                               *(N°22)Alexi Lalas Defensa 01/06/1970 Calcio Padova S.p.A. (Italia)

## Partidos de la Selección en el Mundial de 1994

### Primera fase

#### Grupo A
| Equipo         | Pts | PJ | PG | PE | PP | GF | GC | Dif |
| -------------- | --- | -- | -- | -- | -- | -- | -- | --- |
| Rumania        | 6   | 3  | 2  | 0  | 1  | 5  | 5  | 0   |
| Suiza          | 4   | 3  | 1  | 1  | 1  | 5  | 4  | 1   |
| Estados Unidos | 4   | 3  | 1  | 1  | 1  | 3  | 3  | 0   |
| Colombia       | 3   | 3  | 1  | 0  | 2  | 4  | 5  | -1  |

### Estados Unidos vs. Suiza
Se convirtió en el primer partido de la historia de los mundiales en jugarse en un estadio techado, los anfitriones y su rival serían los encargados de inaugurar el primer juego en este tipo de estadio y los norteamericanos se llevaron el primer punto tras empatar por la mínima.
| 1     | POR   | Tony Meola       |     |
| 4     | DEF   | Cle Kooiman      |     |
| 17    | DEF   | Marcelo Balboa   |     |
| 20    | DEF   | Paul Caligiuri   |     |
| 22    | DEF   | Alexi Lalas      |     |
| 5     | MED   | Thomas Dooley    |     |
| 6     | MED   | John Harkes      |     |
| 9     | MED   | Tab Ramos        |     |
| 16    | MED   | Mike Sorber      |     |
| 8     | DEL   | Earnie Stewart   | 81' |
| 11    | DEL   | Eric Wynalda     | 58' |
| D. T. | D. T. | Bora Milutinović |     |

| 1     | POR   | Marco Pascolo      |     |
| 2     | DEF   | Marc Hottiger      |     |
| 3     | DEF   | Yvan Quentin       |     |
| 4     | DEF   | Dominique Herr     |     |
| 5     | DEF   | Alain Geiger       |     |
| 6     | MED   | Georges Bregy      |     |
| 10    | MED   | Ciriaco Sforza     | 77' |
| 16    | MED   | Thomas Bickel      |     |
| 7     | DEL   | Alain Sutter       |     |
| 8     | DEL   | Christophe Ohrel   | 72' |
| 11    | DEL   | Stéphane Chapuisat |     |
| D. T. | D. T. | Roy Hodgson        |     |

| 10 | DEL | Roy Wegerle | 58' |
| 13 | DEL | Cobi Jones  | 81' |

| 14 | DEL | Nestor Subiat | 72' |
| 21 | MED | Thomas Wyss   | 77' |

| 44' | Eric Wynalda | 1:1 |

| 39' | Georges Bregy | 0:1 |

| 89' | John Harkes |

| 26' · 82' | Dominique Herr Nestor Subiat |

| Principal  | Francisco Lamolina |
| Asistentes | Ernesto Taibi      |
|            | Venancio Zarate    |
| Cuarto     | Ernesto Filippi    |

| 1     | POR   | Tony Meola       |     |
| 4     | DEF   | Cle Kooiman      |     |
| 17    | DEF   | Marcelo Balboa   |     |
| 20    | DEF   | Paul Caligiuri   |     |
| 22    | DEF   | Alexi Lalas      |     |
| 5     | MED   | Thomas Dooley    |     |
| 6     | MED   | John Harkes      |     |
| 9     | MED   | Tab Ramos        |     |
| 16    | MED   | Mike Sorber      |     |
| 8     | DEL   | Earnie Stewart   | 81' |
| 11    | DEL   | Eric Wynalda     | 58' |
| D. T. | D. T. | Bora Milutinović |     |

| 1     | POR   | Marco Pascolo      |     |
| 2     | DEF   | Marc Hottiger      |     |
| 3     | DEF   | Yvan Quentin       |     |
| 4     | DEF   | Dominique Herr     |     |
| 5     | DEF   | Alain Geiger       |     |
| 6     | MED   | Georges Bregy      |     |
| 10    | MED   | Ciriaco Sforza     | 77' |
| 16    | MED   | Thomas Bickel      |     |
| 7     | DEL   | Alain Sutter       |     |
| 8     | DEL   | Christophe Ohrel   | 72' |
| 11    | DEL   | Stéphane Chapuisat |     |
| D. T. | D. T. | Roy Hodgson        |     |

| 10 | DEL | Roy Wegerle | 58' |
| 13 | DEL | Cobi Jones  | 81' |

| 14 | DEL | Nestor Subiat | 72' |
| 21 | MED | Thomas Wyss   | 77' |

| 44' | Eric Wynalda | 1:1 |

| 39' | Georges Bregy | 0:1 |

| 89' | John Harkes |

| 26' · 82' | Dominique Herr Nestor Subiat |

| Principal  | Francisco Lamolina |
| Asistentes | Ernesto Taibi      |
|            | Venancio Zarate    |
| Cuarto     | Ernesto Filippi    |

| 1     | POR   | Tony Meola       |     |
| 4     | DEF   | Cle Kooiman      |     |
| 17    | DEF   | Marcelo Balboa   |     |
| 20    | DEF   | Paul Caligiuri   |     |
| 22    | DEF   | Alexi Lalas      |     |
| 5     | MED   | Thomas Dooley    |     |
| 6     | MED   | John Harkes      |     |
| 9     | MED   | Tab Ramos        |     |
| 16    | MED   | Mike Sorber      |     |
| 8     | DEL   | Earnie Stewart   | 81' |
| 11    | DEL   | Eric Wynalda     | 58' |
| D. T. | D. T. | Bora Milutinović |     |

| 1     | POR   | Marco Pascolo      |     |
| 2     | DEF   | Marc Hottiger      |     |
| 3     | DEF   | Yvan Quentin       |     |
| 4     | DEF   | Dominique Herr     |     |
| 5     | DEF   | Alain Geiger       |     |
| 6     | MED   | Georges Bregy      |     |
| 10    | MED   | Ciriaco Sforza     | 77' |
| 16    | MED   | Thomas Bickel      |     |
| 7     | DEL   | Alain Sutter       |     |
| 8     | DEL   | Christophe Ohrel   | 72' |
| 11    | DEL   | Stéphane Chapuisat |     |
| D. T. | D. T. | Roy Hodgson        |     |

| 10 | DEL | Roy Wegerle | 58' |
| 13 | DEL | Cobi Jones  | 81' |

| 14 | DEL | Nestor Subiat | 72' |
| 21 | MED | Thomas Wyss   | 77' |

| 44' | Eric Wynalda | 1:1 |

| 39' | Georges Bregy | 0:1 |

| 89' | John Harkes |

| 26' · 82' | Dominique Herr Nestor Subiat |

| Principal  | Francisco Lamolina |
| Asistentes | Ernesto Taibi      |
|            | Venancio Zarate    |
| Cuarto     | Ernesto Filippi    |

| 1     | POR   | Tony Meola       |     |
| 4     | DEF   | Cle Kooiman      |     |
| 17    | DEF   | Marcelo Balboa   |     |
| 20    | DEF   | Paul Caligiuri   |     |
| 22    | DEF   | Alexi Lalas      |     |
| 5     | MED   | Thomas Dooley    |     |
| 6     | MED   | John Harkes      |     |
| 9     | MED   | Tab Ramos        |     |
| 16    | MED   | Mike Sorber      |     |
| 8     | DEL   | Earnie Stewart   | 81' |
| 11    | DEL   | Eric Wynalda     | 58' |
| D. T. | D. T. | Bora Milutinović |     |

| 1     | POR   | Marco Pascolo      |     |
| 2     | DEF   | Marc Hottiger      |     |
| 3     | DEF   | Yvan Quentin       |     |
| 4     | DEF   | Dominique Herr     |     |
| 5     | DEF   | Alain Geiger       |     |
| 6     | MED   | Georges Bregy      |     |
| 10    | MED   | Ciriaco Sforza     | 77' |
| 16    | MED   | Thomas Bickel      |     |
| 7     | DEL   | Alain Sutter       |     |
| 8     | DEL   | Christophe Ohrel   | 72' |
| 11    | DEL   | Stéphane Chapuisat |     |
| D. T. | D. T. | Roy Hodgson        |     |

| 10 | DEL | Roy Wegerle | 58' |
| 13 | DEL | Cobi Jones  | 81' |

| 14 | DEL | Nestor Subiat | 72' |
| 21 | MED | Thomas Wyss   | 77' |

| 44' | Eric Wynalda | 1:1 |

| 39' | Georges Bregy | 0:1 |

| 89' | John Harkes |

| 26' · 82' | Dominique Herr Nestor Subiat |

| Principal  | Francisco Lamolina |
| Asistentes | Ernesto Taibi      |
|            | Venancio Zarate    |
| Cuarto     | Ernesto Filippi    |

### Estados Unidos vs. Colombia
Este fue uno de los encuentros de esta copa marcados por la tragedia. Andrés Escobar, defensor de Colombia abrió el marcador con un autogol en ese encuentro al despejar un centro. En el tercer encuentro del grupo, a pesar de ganar por 2-0, la victoria de Rumania por 1-0 a los locales significó la eliminación de los 'cafeteros'. Diez días después, Escobar ya en Medellín, fue asesinado en un altercado con un fanático en una discoteca; el hombre disparó al defensa quien murió 45 minutos después en el hospital.

Por otra parte, la victoria de los Estados Unidos sobre Colombia fue una de las grandes hazañas del seleccionado en su historia después de 44 años que no ganaban un partido de un mundial desde el 1-0 contra Inglaterra en Brasil 1950. El gol de Earnie Stewart es recordado por el seleccionado y los 93.869 espectadores de ese encuentro.
| 1     | POR   | Tony Meola       |     |
| 17    | DEF   | Marcelo Balboa   |     |
| 20    | DEF   | Paul Caligiuri   |     |
| 21    | DEF   | Fernando Clavijo |     |
| 22    | DEF   | Alexi Lalas      |     |
| 5     | MED   | Thomas Dooley    |     |
| 6     | MED   | John Harkes      |     |
| 9     | MED   | Tab Ramos        |     |
| 16    | MED   | Mike Sorber      |     |
| 8     | DEL   | Earnie Stewart   | 66' |
| 11    | DEL   | Eric Wynalda     | 61' |
| D. T. | D. T. | Bora Milutinović |     |

| 1     | POR   | Óscar Córdoba         |     |
| 2     | DEF   | Andrés Escobar        |     |
| 4     | DEF   | Luis Fernando Herrera |     |
| 5     | DEF   | Hernán Gaviria        |     |
| 15    | DEF   | Luis Carlos Perea     |     |
| 20    | DEF   | Wilson Pérez          |     |
| 10    | MED   | Carlos Valderrama     |     |
| 14    | MED   | Leonel Álvarez        |     |
| 19    | MED   | Freddy Rincón         |     |
| 7     | DEL   | Antony de Ávila       | 45' |
| 21    | DEL   | Faustino Asprilla     | 45' |
| D. T. | D. T. | Francisco Maturana    |     |

| 10 | DEL | Roy Wegerle | 61' |
| 13 | MED | Cobi Jones  | 66' |

| 9  | DEL | Iván Valenciano | 45' |
| 11 | DEL | Adolfo Valencia | 45' |

| 35' · 52' | Andrés Escobar Earnie Stewart | 1:0 2:0 |

| 90' | Adolfo Valencia | 2:1 |

| 48' | Alexi Lalas |

| 24' | Antony de Ávila |

| Principal  | Fabio Baldas      |
| Asistentes | Domenico Ramicone |
|            | El Jilali Rharib  |
| Cuarto     | Lim Kee Chong     |

| 1     | POR   | Tony Meola       |     |
| 17    | DEF   | Marcelo Balboa   |     |
| 20    | DEF   | Paul Caligiuri   |     |
| 21    | DEF   | Fernando Clavijo |     |
| 22    | DEF   | Alexi Lalas      |     |
| 5     | MED   | Thomas Dooley    |     |
| 6     | MED   | John Harkes      |     |
| 9     | MED   | Tab Ramos        |     |
| 16    | MED   | Mike Sorber      |     |
| 8     | DEL   | Earnie Stewart   | 66' |
| 11    | DEL   | Eric Wynalda     | 61' |
| D. T. | D. T. | Bora Milutinović |     |

| 1     | POR   | Óscar Córdoba         |     |
| 2     | DEF   | Andrés Escobar        |     |
| 4     | DEF   | Luis Fernando Herrera |     |
| 5     | DEF   | Hernán Gaviria        |     |
| 15    | DEF   | Luis Carlos Perea     |     |
| 20    | DEF   | Wilson Pérez          |     |
| 10    | MED   | Carlos Valderrama     |     |
| 14    | MED   | Leonel Álvarez        |     |
| 19    | MED   | Freddy Rincón         |     |
| 7     | DEL   | Antony de Ávila       | 45' |
| 21    | DEL   | Faustino Asprilla     | 45' |
| D. T. | D. T. | Francisco Maturana    |     |

| 10 | DEL | Roy Wegerle | 61' |
| 13 | MED | Cobi Jones  | 66' |

| 9  | DEL | Iván Valenciano | 45' |
| 11 | DEL | Adolfo Valencia | 45' |

| 35' · 52' | Andrés Escobar Earnie Stewart | 1:0 2:0 |

| 90' | Adolfo Valencia | 2:1 |

| 48' | Alexi Lalas |

| 24' | Antony de Ávila |

| Principal  | Fabio Baldas      |
| Asistentes | Domenico Ramicone |
|            | El Jilali Rharib  |
| Cuarto     | Lim Kee Chong     |

| 1     | POR   | Tony Meola       |     |
| 17    | DEF   | Marcelo Balboa   |     |
| 20    | DEF   | Paul Caligiuri   |     |
| 21    | DEF   | Fernando Clavijo |     |
| 22    | DEF   | Alexi Lalas      |     |
| 5     | MED   | Thomas Dooley    |     |
| 6     | MED   | John Harkes      |     |
| 9     | MED   | Tab Ramos        |     |
| 16    | MED   | Mike Sorber      |     |
| 8     | DEL   | Earnie Stewart   | 66' |
| 11    | DEL   | Eric Wynalda     | 61' |
| D. T. | D. T. | Bora Milutinović |     |

| 1     | POR   | Óscar Córdoba         |     |
| 2     | DEF   | Andrés Escobar        |     |
| 4     | DEF   | Luis Fernando Herrera |     |
| 5     | DEF   | Hernán Gaviria        |     |
| 15    | DEF   | Luis Carlos Perea     |     |
| 20    | DEF   | Wilson Pérez          |     |
| 10    | MED   | Carlos Valderrama     |     |
| 14    | MED   | Leonel Álvarez        |     |
| 19    | MED   | Freddy Rincón         |     |
| 7     | DEL   | Antony de Ávila       | 45' |
| 21    | DEL   | Faustino Asprilla     | 45' |
| D. T. | D. T. | Francisco Maturana    |     |

| 10 | DEL | Roy Wegerle | 61' |
| 13 | MED | Cobi Jones  | 66' |

| 9  | DEL | Iván Valenciano | 45' |
| 11 | DEL | Adolfo Valencia | 45' |

| 35' · 52' | Andrés Escobar Earnie Stewart | 1:0 2:0 |

| 90' | Adolfo Valencia | 2:1 |

| 48' | Alexi Lalas |

| 24' | Antony de Ávila |

| Principal  | Fabio Baldas      |
| Asistentes | Domenico Ramicone |
|            | El Jilali Rharib  |
| Cuarto     | Lim Kee Chong     |

| 1     | POR   | Tony Meola       |     |
| 17    | DEF   | Marcelo Balboa   |     |
| 20    | DEF   | Paul Caligiuri   |     |
| 21    | DEF   | Fernando Clavijo |     |
| 22    | DEF   | Alexi Lalas      |     |
| 5     | MED   | Thomas Dooley    |     |
| 6     | MED   | John Harkes      |     |
| 9     | MED   | Tab Ramos        |     |
| 16    | MED   | Mike Sorber      |     |
| 8     | DEL   | Earnie Stewart   | 66' |
| 11    | DEL   | Eric Wynalda     | 61' |
| D. T. | D. T. | Bora Milutinović |     |

| 1     | POR   | Óscar Córdoba         |     |
| 2     | DEF   | Andrés Escobar        |     |
| 4     | DEF   | Luis Fernando Herrera |     |
| 5     | DEF   | Hernán Gaviria        |     |
| 15    | DEF   | Luis Carlos Perea     |     |
| 20    | DEF   | Wilson Pérez          |     |
| 10    | MED   | Carlos Valderrama     |     |
| 14    | MED   | Leonel Álvarez        |     |
| 19    | MED   | Freddy Rincón         |     |
| 7     | DEL   | Antony de Ávila       | 45' |
| 21    | DEL   | Faustino Asprilla     | 45' |
| D. T. | D. T. | Francisco Maturana    |     |

| 10 | DEL | Roy Wegerle | 61' |
| 13 | MED | Cobi Jones  | 66' |

| 9  | DEL | Iván Valenciano | 45' |
| 11 | DEL | Adolfo Valencia | 45' |

| 35' · 52' | Andrés Escobar Earnie Stewart | 1:0 2:0 |

| 90' | Adolfo Valencia | 2:1 |

| 48' | Alexi Lalas |

| 24' | Antony de Ávila |

| Principal  | Fabio Baldas      |
| Asistentes | Domenico Ramicone |
|            | El Jilali Rharib  |
| Cuarto     | Lim Kee Chong     |

### Estados Unidos vs. Rumania
| 1     | POR   | Tony Meola       |     |
| 5     | DEF   | Thomas Dooley    |     |
| 17    | DEF   | Marcelo Balboa   |     |
| 20    | DEF   | Paul Caligiuri   |     |
| 21    | DEF   | Fernando Clavijo |     |
| 22    | DEF   | Alexi Lalas      |     |
| 6     | MED   | John Harkes      |     |
| 9     | MED   | Tab Ramos        | 64' |
| 16    | MED   | Mike Sorber      | 75' |
| 8     | DEL   | Earnie Stewart   |     |
| 11    | DEL   | Eric Wynalda     |     |
| D. T. | D. T. | Bora Milutinović |     |

| 1     | POR   | Florin Prunea      |     |
| 2     | DEF   | Dan Petrescu       |     |
| 3     | DEF   | Daniel Prodan      |     |
| 4     | DEF   | Miodrag Belodedici | 89' |
| 13    | DEF   | Tibor Selymes      |     |
| 5     | MED   | Ioan Lupescu       |     |
| 6     | MED   | Gheorghe Popescu   |     |
| 7     | MED   | Dorinel Munteanu   | 84' |
| 10    | MED   | Gheorghe Hagi      |     |
| 11    | MED   | Ilie Dumitrescu    |     |
| 9     | DEL   | Florin Răducioiu   |     |
| D. T. | D. T. | Anghel Iordănescu  |     |

| 13 | MED | Cobi Jones  | 64' |
| 10 | DEL | Roy Wegerle | 75' |

| 18 | MED | Constantin Gâlcă | 84' |
| 14 | DEF | Gheorghe Mihali  | 89' |

| 18' | Dan Petrescu | 0:1 |

| 41' · 48' | John Harkes Fernando Clavijo |

| 62' · 73' | Florin Răducioiu Dan Petrescu |

| Principal  | Mario van der Ende |
| Asistentes | Jan Dolstra        |
|            | Gordon Dunster     |
| Cuarto     | Jamal Al Sharif    |

| 1     | POR   | Tony Meola       |     |
| 5     | DEF   | Thomas Dooley    |     |
| 17    | DEF   | Marcelo Balboa   |     |
| 20    | DEF   | Paul Caligiuri   |     |
| 21    | DEF   | Fernando Clavijo |     |
| 22    | DEF   | Alexi Lalas      |     |
| 6     | MED   | John Harkes      |     |
| 9     | MED   | Tab Ramos        | 64' |
| 16    | MED   | Mike Sorber      | 75' |
| 8     | DEL   | Earnie Stewart   |     |
| 11    | DEL   | Eric Wynalda     |     |
| D. T. | D. T. | Bora Milutinović |     |

| 1     | POR   | Florin Prunea      |     |
| 2     | DEF   | Dan Petrescu       |     |
| 3     | DEF   | Daniel Prodan      |     |
| 4     | DEF   | Miodrag Belodedici | 89' |
| 13    | DEF   | Tibor Selymes      |     |
| 5     | MED   | Ioan Lupescu       |     |
| 6     | MED   | Gheorghe Popescu   |     |
| 7     | MED   | Dorinel Munteanu   | 84' |
| 10    | MED   | Gheorghe Hagi      |     |
| 11    | MED   | Ilie Dumitrescu    |     |
| 9     | DEL   | Florin Răducioiu   |     |
| D. T. | D. T. | Anghel Iordănescu  |     |

| 13 | MED | Cobi Jones  | 64' |
| 10 | DEL | Roy Wegerle | 75' |

| 18 | MED | Constantin Gâlcă | 84' |
| 14 | DEF | Gheorghe Mihali  | 89' |

| 18' | Dan Petrescu | 0:1 |

| 41' · 48' | John Harkes Fernando Clavijo |

| 62' · 73' | Florin Răducioiu Dan Petrescu |

| Principal  | Mario van der Ende |
| Asistentes | Jan Dolstra        |
|            | Gordon Dunster     |
| Cuarto     | Jamal Al Sharif    |

| 1     | POR   | Tony Meola       |     |
| 5     | DEF   | Thomas Dooley    |     |
| 17    | DEF   | Marcelo Balboa   |     |
| 20    | DEF   | Paul Caligiuri   |     |
| 21    | DEF   | Fernando Clavijo |     |
| 22    | DEF   | Alexi Lalas      |     |
| 6     | MED   | John Harkes      |     |
| 9     | MED   | Tab Ramos        | 64' |
| 16    | MED   | Mike Sorber      | 75' |
| 8     | DEL   | Earnie Stewart   |     |
| 11    | DEL   | Eric Wynalda     |     |
| D. T. | D. T. | Bora Milutinović |     |

| 1     | POR   | Florin Prunea      |     |
| 2     | DEF   | Dan Petrescu       |     |
| 3     | DEF   | Daniel Prodan      |     |
| 4     | DEF   | Miodrag Belodedici | 89' |
| 13    | DEF   | Tibor Selymes      |     |
| 5     | MED   | Ioan Lupescu       |     |
| 6     | MED   | Gheorghe Popescu   |     |
| 7     | MED   | Dorinel Munteanu   | 84' |
| 10    | MED   | Gheorghe Hagi      |     |
| 11    | MED   | Ilie Dumitrescu    |     |
| 9     | DEL   | Florin Răducioiu   |     |
| D. T. | D. T. | Anghel Iordănescu  |     |

| 13 | MED | Cobi Jones  | 64' |
| 10 | DEL | Roy Wegerle | 75' |

| 18 | MED | Constantin Gâlcă | 84' |
| 14 | DEF | Gheorghe Mihali  | 89' |

| 18' | Dan Petrescu | 0:1 |

| 41' · 48' | John Harkes Fernando Clavijo |

| 62' · 73' | Florin Răducioiu Dan Petrescu |

| Principal  | Mario van der Ende |
| Asistentes | Jan Dolstra        |
|            | Gordon Dunster     |
| Cuarto     | Jamal Al Sharif    |

| 1     | POR   | Tony Meola       |     |
| 5     | DEF   | Thomas Dooley    |     |
| 17    | DEF   | Marcelo Balboa   |     |
| 20    | DEF   | Paul Caligiuri   |     |
| 21    | DEF   | Fernando Clavijo |     |
| 22    | DEF   | Alexi Lalas      |     |
| 6     | MED   | John Harkes      |     |
| 9     | MED   | Tab Ramos        | 64' |
| 16    | MED   | Mike Sorber      | 75' |
| 8     | DEL   | Earnie Stewart   |     |
| 11    | DEL   | Eric Wynalda     |     |
| D. T. | D. T. | Bora Milutinović |     |

| 1     | POR   | Florin Prunea      |     |
| 2     | DEF   | Dan Petrescu       |     |
| 3     | DEF   | Daniel Prodan      |     |
| 4     | DEF   | Miodrag Belodedici | 89' |
| 13    | DEF   | Tibor Selymes      |     |
| 5     | MED   | Ioan Lupescu       |     |
| 6     | MED   | Gheorghe Popescu   |     |
| 7     | MED   | Dorinel Munteanu   | 84' |
| 10    | MED   | Gheorghe Hagi      |     |
| 11    | MED   | Ilie Dumitrescu    |     |
| 9     | DEL   | Florin Răducioiu   |     |
| D. T. | D. T. | Anghel Iordănescu  |     |

| 13 | MED | Cobi Jones  | 64' |
| 10 | DEL | Roy Wegerle | 75' |

| 18 | MED | Constantin Gâlcă | 84' |
| 14 | DEF | Gheorghe Mihali  | 89' |

| 18' | Dan Petrescu | 0:1 |

| 41' · 48' | John Harkes Fernando Clavijo |

| 62' · 73' | Florin Răducioiu Dan Petrescu |

| Principal  | Mario van der Ende |
| Asistentes | Jan Dolstra        |
|            | Gordon Dunster     |
| Cuarto     | Jamal Al Sharif    |

### Brasil vs. Estados Unidos
Se jugó en pleno Día de la Independencia y para los locales querer darle al público local una victoria en plena fiesta patria que estaba celebrando 218 años contra otro de los favoritos al título como lo es Brasil, faltando 2 minutos para finalizar el primer tiempo el defensa brasileño Leonardo fue expulsado por propinarle un codazo descalificador al uruguayo nacionalizado norteamericano Tab Ramos fracturándole el cráneo, los jugadores norteamericanos intentaron casi armar una bronca contra el lateral brasileño en cuanto a Tab duró 3 meses hospitalizado, pensaba que los anfitriones tenía la ventaja con un hombre menos en Brasil pero no contaban con el mejor ataque de Romário y Bebeto este último marcaría el gol de la victoria brasileña al minuto 72 dejando eliminado al equipo estadounidense de su mundial.
| 1     | POR   | Cláudio Taffarel        |     |
| 2     | DEF   | Jorginho                |     |
| 13    | DEF   | Aldair                  |     |
| 15    | DEF   | Márcio Santos           |     |
| 16    | DEF   | Leonardo                |     |
| 5     | MED   | Mauro Silva             |     |
| 8     | MED   | Dunga                   |     |
| 9     | MED   | Zinho                   | 69' |
| 17    | MED   | Mazinho                 |     |
| 7     | DEL   | Bebeto                  |     |
| 11    | DEL   | Romário                 |     |
| D. T. | D. T. | Carlos Alberto Parreira |     |

| 1     | POR   | Tony Meola       |     |
| 5     | DEF   | Thomas Dooley    |     |
| 17    | DEF   | Marcelo Balboa   |     |
| 20    | DEF   | Paul Caligiuri   |     |
| 21    | DEF   | Fernando Clavijo |     |
| 22    | DEF   | Alexi Lalas      |     |
| 7     | MED   | Hugo Pérez       | 66' |
| 9     | MED   | Tab Ramos        | 45' |
| 13    | MED   | Cobi Jones       |     |
| 16    | MED   | Mike Sorber      |     |
| 8     | DEL   | Earnie Stewart   |     |
| D. T. | D. T. | Bora Milutinović |     |

| 14 | DEF | Cafú | 69' |

| 11 | DEL | Eric Wynalda | 45' |
| 10 | DEL | Roy Wegerle  | 66' |

| 72' | Bebeto | 1:0 |

| 8' · 16' | Mazinho Jorginho |

| 43' · 49' · 64' · 80' | Tab Ramos Paul Caligiuri Fernando Clavijo Thomas Dooley |

| 43' | Leonardo |

| 85' | Fernando Clavijo |

| Principal  | Joël Quiniou    |
| Asistentes | Hae-Yong Park   |
|            | Mikael Everstig |
| Cuarto     | Bo Karlsson     |

| 1     | POR   | Cláudio Taffarel        |     |
| 2     | DEF   | Jorginho                |     |
| 13    | DEF   | Aldair                  |     |
| 15    | DEF   | Márcio Santos           |     |
| 16    | DEF   | Leonardo                |     |
| 5     | MED   | Mauro Silva             |     |
| 8     | MED   | Dunga                   |     |
| 9     | MED   | Zinho                   | 69' |
| 17    | MED   | Mazinho                 |     |
| 7     | DEL   | Bebeto                  |     |
| 11    | DEL   | Romário                 |     |
| D. T. | D. T. | Carlos Alberto Parreira |     |

| 1     | POR   | Tony Meola       |     |
| 5     | DEF   | Thomas Dooley    |     |
| 17    | DEF   | Marcelo Balboa   |     |
| 20    | DEF   | Paul Caligiuri   |     |
| 21    | DEF   | Fernando Clavijo |     |
| 22    | DEF   | Alexi Lalas      |     |
| 7     | MED   | Hugo Pérez       | 66' |
| 9     | MED   | Tab Ramos        | 45' |
| 13    | MED   | Cobi Jones       |     |
| 16    | MED   | Mike Sorber      |     |
| 8     | DEL   | Earnie Stewart   |     |
| D. T. | D. T. | Bora Milutinović |     |

| 14 | DEF | Cafú | 69' |

| 11 | DEL | Eric Wynalda | 45' |
| 10 | DEL | Roy Wegerle  | 66' |

| 72' | Bebeto | 1:0 |

| 8' · 16' | Mazinho Jorginho |

| 43' · 49' · 64' · 80' | Tab Ramos Paul Caligiuri Fernando Clavijo Thomas Dooley |

| 43' | Leonardo |

| 85' | Fernando Clavijo |

| Principal  | Joël Quiniou    |
| Asistentes | Hae-Yong Park   |
|            | Mikael Everstig |
| Cuarto     | Bo Karlsson     |

| 1     | POR   | Cláudio Taffarel        |     |
| 2     | DEF   | Jorginho                |     |
| 13    | DEF   | Aldair                  |     |
| 15    | DEF   | Márcio Santos           |     |
| 16    | DEF   | Leonardo                |     |
| 5     | MED   | Mauro Silva             |     |
| 8     | MED   | Dunga                   |     |
| 9     | MED   | Zinho                   | 69' |
| 17    | MED   | Mazinho                 |     |
| 7     | DEL   | Bebeto                  |     |
| 11    | DEL   | Romário                 |     |
| D. T. | D. T. | Carlos Alberto Parreira |     |

| 1     | POR   | Tony Meola       |     |
| 5     | DEF   | Thomas Dooley    |     |
| 17    | DEF   | Marcelo Balboa   |     |
| 20    | DEF   | Paul Caligiuri   |     |
| 21    | DEF   | Fernando Clavijo |     |
| 22    | DEF   | Alexi Lalas      |     |
| 7     | MED   | Hugo Pérez       | 66' |
| 9     | MED   | Tab Ramos        | 45' |
| 13    | MED   | Cobi Jones       |     |
| 16    | MED   | Mike Sorber      |     |
| 8     | DEL   | Earnie Stewart   |     |
| D. T. | D. T. | Bora Milutinović |     |

| 14 | DEF | Cafú | 69' |

| 11 | DEL | Eric Wynalda | 45' |
| 10 | DEL | Roy Wegerle  | 66' |

| 72' | Bebeto | 1:0 |

| 8' · 16' | Mazinho Jorginho |

| 43' · 49' · 64' · 80' | Tab Ramos Paul Caligiuri Fernando Clavijo Thomas Dooley |

| 43' | Leonardo |

| 85' | Fernando Clavijo |

| Principal  | Joël Quiniou    |
| Asistentes | Hae-Yong Park   |
|            | Mikael Everstig |
| Cuarto     | Bo Karlsson     |

| 1     | POR   | Cláudio Taffarel        |     |
| 2     | DEF   | Jorginho                |     |
| 13    | DEF   | Aldair                  |     |
| 15    | DEF   | Márcio Santos           |     |
| 16    | DEF   | Leonardo                |     |
| 5     | MED   | Mauro Silva             |     |
| 8     | MED   | Dunga                   |     |
| 9     | MED   | Zinho                   | 69' |
| 17    | MED   | Mazinho                 |     |
| 7     | DEL   | Bebeto                  |     |
| 11    | DEL   | Romário                 |     |
| D. T. | D. T. | Carlos Alberto Parreira |     |

| 1     | POR   | Tony Meola       |     |
| 5     | DEF   | Thomas Dooley    |     |
| 17    | DEF   | Marcelo Balboa   |     |
| 20    | DEF   | Paul Caligiuri   |     |
| 21    | DEF   | Fernando Clavijo |     |
| 22    | DEF   | Alexi Lalas      |     |
| 7     | MED   | Hugo Pérez       | 66' |
| 9     | MED   | Tab Ramos        | 45' |
| 13    | MED   | Cobi Jones       |     |
| 16    | MED   | Mike Sorber      |     |
| 8     | DEL   | Earnie Stewart   |     |
| D. T. | D. T. | Bora Milutinović |     |

| 14 | DEF | Cafú | 69' |

| 11 | DEL | Eric Wynalda | 45' |
| 10 | DEL | Roy Wegerle  | 66' |

| 72' | Bebeto | 1:0 |

| 8' · 16' | Mazinho Jorginho |

| 43' · 49' · 64' · 80' | Tab Ramos Paul Caligiuri Fernando Clavijo Thomas Dooley |

| 43' | Leonardo |

| 85' | Fernando Clavijo |

| Principal  | Joël Quiniou    |
| Asistentes | Hae-Yong Park   |
|            | Mikael Everstig |
| Cuarto     | Bo Karlsson     |

## Estadísticas

### Participación de jugadores
|    | Pos            | Jugador           | PJ | Minutos | Anotado | Amonestado | Expulsado |
| -- | -------------- | ----------------- | -- | ------- | ------- | ---------- | --------- |
| 1  | Guardameta     | Tony Meola        | 4  | 360     | 0       | 0          | 0         |
| 2  | Defensa        | Mike Lapper       | 0  | 0       | 0       | 0          | 0         |
| 3  | Defensa        | Mike Burns        | 0  | 0       | 0       | 0          | 0         |
| 4  | Defensa        | Cle Kooiman       | 1  | 90      | 0       | 0          | 0         |
| 5  | Centrocampista | Thomas Dooley     | 4  | 360     | 0       | 1          | 0         |
| 6  | Centrocampista | John Harkes       | 3  | 270     | 0       | 2          | 0         |
| 7  | Centrocampista | Hugo Pérez        | 1  | 65      | 0       | 0          | 0         |
| 8  | Delantero      | Earnie Stewart    | 4  | 327     | 1       | 0          | 0         |
| 9  | Centrocampista | Tab Ramos         | 4  | 289     | 0       | 1          | 0         |
| 10 | Delantero      | Roy Wegerle       | 4  | 100     | 0       | 0          | 0         |
| 11 | Delantero      | Eric Wynalda      | 4  | 354     | 1       | 0          | 0         |
| 12 | Guardameta     | Juergen Sommer    | 0  | 0       | 0       | 0          | 0         |
| 13 | Centrocampista | Cobi Jones        | 4  | 149     | 0       | 0          | 0         |
| 14 | Delantero      | Frank Klopas      | 0  | 0       | 0       | 0          | 0         |
| 15 | Delantero      | Joe-Max Moore     | 0  | 0       | 0       | 0          | 0         |
| 16 | Centrocampista | Mike Sorber       | 4  | 285     | 0       | 0          | 0         |
| 17 | Defensa        | Marcelo Balboa    | 4  | 360     | 0       | 0          | 0         |
| 18 | Guardameta     | Brad Friedel      | 0  | 0       | 0       | 0          | 0         |
| 19 | Centrocampista | Claudio Reyna     | 0  | 0       | 0       | 0          | 0         |
| 20 | Defensa        | Paul Caligiuri    | 4  | 360     | 0       | 1          | 0         |
| 21 | Defensa        | Fernando Clavijo† | 3  | 265     | 0       | 3          | 1         |
| 22 | Defensa        | Alexi Lalas       | 4  | 360     | 0       | 1          | 0         |